# Norges Fotballforbund
Norges Fotballforbund – ogólnokrajowy związek sportowy działający na terenie Norwegii, będący jedynym prawnym reprezentantem norweskiej piłki nożnej, zarówno mężczyzn, jak i kobiet, we wszystkich kategoriach wiekowych w kraju i za granicą. Został założony w 1902 roku; w 1908 roku przystąpił do FIFA i w 1954 roku do UEFA.